# 默基特希臘禮天主教伊拉克宗主教代牧區
默基特希臘禮天主教伊拉克宗主教代牧區是一個服務伊拉克默基特希臘禮東儀天主教教友的宗主教代牧區。
代牧區成立於1838年9月17日，2010年有兩個司鐸、400名教友。唯一的堂區是首都巴格達的聖喬治堂。自2004年起宗主教代牧之位處於出缺狀態。

## 外部連結
- （英文） Scheda dell'esarcato （页面存档备份，存于）su
- （法文） Scheda dell'esarcato patriarcale （页面存档备份，存于） dal sito ufficiale del Patriarcato di Antiochia dei Melchiti